# Empalme La Barrancosa
Empalme La Barrancosa era el nombre que recibía un cabín de señales ubicado en el paraje rural La Barrancosa del partido de Saladillo, Provincia de Buenos Aires, Argentina.

## Servicios
No es una estación en sí, es un empalme, nacimiento del levantado ramal a San Enrique, la estación unos km después se llama La Barrancosa, la cual se encuentra depredada y en estado ruinosos. Hasta fines de 2017 pasaba un servicio bisemanal desde Plaza Constitución a General Alvear que lo tenían como apeadero.

## Historia
El cabín fue habilitado por la compañía Ferrocarril del Sud, el 1 de julio de 1911 junto a las demás estaciones del ramal a San Enrique.
Los servicios de pasajeros fueron cancelados el 9 de marzo de 1977.